# Грэм, Лиам
Лиам Грэм (англ. Liam Graham; родился 14 августа 1992 года, Мельбурн, Австралия) — новозеландский футболист, защитник.

## Клубная карьера
Лиам начал свою клубную карьеру в итальянском клубе «Асколи» в возрасте 21 года. Сыграл один матч в серии B чемпионата Италии. С 2014 года Грэм играл за итальянский клуб «Про Патрия». В итоге сыграл с клубом 5 матчей в серии C чемпионата Италии.
С 2015 года Лиам Грэм выступал за английский клуб «Уайтхок». За один сезон он сыграл с клубом 15 матчей в северной национальной лиге. С 2016 года Грэм играл за английский клуб «Честерфилд». За сезон он сыграл 4 матча в Лиге 1 и два — в кубковых турнирах.
С 2017 года Лиам играл за новозеландский клуб «Окленд Сити», провёл 4 матча в чемпионате и 3 — в континентальных кубках. Участник клубного чемпионата мира 2017 года, в котором однако не вышел на поле ни разу.

## Сборная
В 2011 году Лиам Грэм принял участие в чемпионате ОФК среди молодёжных сборных (до 20 лет), сыграв за молодёжную сборную Новой Зеландии (до 20 лет) в одном матче против Соломоновых островов и стал победителем турнира.
В 2016 году Грэм сыграл за сборную Новой Зеландии против сборных Мексики, США и 2 раза против Каледонии.